# Чайковский (фильм)
«Чайковский» — советский двухсерийный широкоформатный художественный фильм, поставленный на Московской ордена Ленина киностудии «Мосфильм» в 1969 году режиссёром Игорем Таланкиным о русском композиторе Петре Ильиче Чайковском. Премьера фильма состоялась 31 августа 1970 года.

## Сюжет
Биографический фильм, рассказывающий о жизни композитора Петра Ильича Чайковского с раннего детства. В основе сюжетной линии — переписка Чайковского с Надеждой фон Мекк. В фильме отражена история создания шедевров Чайковского: Первого концерта, балета «Щелкунчик», опер «Евгений Онегин» и «Пиковая дама».

## В ролях
| Актёр                    | Роль                                              |
| ------------------------ | ------------------------------------------------- |
| Иннокентий Смоктуновский | Пётр Ильич Чайковский                             |
| Антонина Шуранова        | Надежда фон Мекк                                  |
| Евгений Леонов           | Алёша                                             |
| Майя Плисецкая           | Дезире Арто (романс исполнила Галина Олейниченко) |
| Владислав Стржельчик     | Николай Рубинштейн                                |
| Алла Демидова            | Юлия фон Мекк                                     |
| Кирилл Лавров            | Владислав Пахульский                              |
| Евгений Евстигнеев       | Герман Ларош                                      |
| Лилия Юдина              | жена Чайковского Антонина Милюкова                |
| Бруно Фрейндлих          | Иван Тургенев                                     |
| Гера Воронков            | Петя Чайковский                                   |
| Луиза Кошукова           | Александра Андреевна, мать Чайковского            |
| Аркадий Трусов           | Агафон                                            |
| Эрвин Кнаусмюллер        | дворецкий                                         |
| Лоуренс Харви            | рассказчик                                        |

## Солисты и исполнители
- Лев Власенко
- Владимир Атлантов
- Ирина Архипова
- Валентина Левко
- Галина Олейниченко
- Юрий Мазурок
- Концертмейстер — М. Григорьев
- Большой симфонический оркестр радио и телевидения
- Симфонический оркестр Государственного Академического Большого театра Союза ССР
- Симфонический оркестр Ленинградской государственной филармонии
- Государственный симфонический оркестр кинематографии СССР
- Дирижёры — Геннадий Рождественский, Марк Эрмлер, Юрий Темирканов
- Артисты балета Большого театра и Театрa имени Станиславского и Немировича-Данченко
- Студенты Кембриджского университета (Англия)

## Съёмочная группа
- Режиссёр-постановщик — Игорь Таланкин
- Сценарий — Будимира Метальникова, Юрия Нагибина, Игоря Таланкина
- Музыкальное оформление композитора и дирижёра Димитрия Тёмкинa
- Главный оператор — Маргарита Пилихина
- Художники-постановщики — Александр Борисов, Юрий Кладиенко

## Факты
- Несмотря на выдающийся исполнительский состав, кинокартина не встретила единогласного одобрения зрителей. Наиболее существенные недостатки были отмечены в сценарии, подверглась критике и музыка Дмитрия Тёмкина: как считает Леонид Десятников, композитор выполнил свою работу «на крепкую тройку с минусом»[1]. Однако, британский композитор и историк киномузыки Кристофер Палмер, в биографии Тёмкина «Dimitri Tiomkin: A Portrait» очень высоко оценил работу композитора.
- Саундтрек к этому фильму был издан в 1969 году на фирме Philips ограниченным тиражом в виде двойного винилового альбома и более никогда не переиздавался на CD.
- В связи с участием в фильме композитор Дмитрий Тёмкин единственный раз после своего отъезда в эмиграцию (1921) посетил Москву.
- В конце предисловия к роману «Чайковский» (первая публикация: Берлин, 1936) Нина Берберова пишет, что фильм был снят непосредственно по этой её книге[2].
- Съёмки фильма (кроме СССР) проходили в Англии и Франции[3].

## Призы и премии
- Номинация на «Оскар» (1972)
  - лучший фильм на иностранном языке
  - лучшая адаптация музыкальной темы (Димитрий Тёмкин).
- Номинация на «Золотой глобус» (1972) лучший фильм на иностранном языке.
- Приз лучшему актёру (Иннокентий Смоктуновский) на фестивале в Сан-Себастьяне (1970)
- По итогам зрительского опроса журнала «Советский экран» И. Смоктуновский был признан лучшим актёром 1970 года.